# 739
- Wikisource

| Calendário gregoriano                                                        | 739 DCCXXXIX                    |
| Ab urbe condita                                                              | 1492                            |
| Calendário arménio                                                           | 188 – 189                       |
| Calendário bahá'í                                                            | -1105 – -1104                   |
| Calendário budista                                                           | 1283                            |
| Calendário chinês                                                            | 3435 – 3436                     |
| Calendário copta                                                             | 455 – 456                       |
| Calendário etíope                                                            | 731 – 732                       |
| Calendários hindus - Vikram Samvat - Calendário nacional indiano - Cáli Iuga | 794 – 795 660 – 661 3839 – 3840 |
| Calendário Holoceno                                                          | 10739                           |
| Calendário islâmico                                                          | 121 – 122                       |
| Calendário judaico                                                           | 4499 – 4500                     |
| Calendário persa                                                             | 117 – 118                       |
| Calendário rúnico                                                            | 989                             |
| Calendário solar tailandês                                                   | 1282                            |

739 (DCCXXXIX, na numeração romana) foi um ano comum do século VIII que começou numa quinta-feira, segundo o calendário juliano.  Segundo o horóscopo chinês, foi o ano do Coelho.
| Ano completo                    |
| ------------------------------- |
| Ano comum com início ao domingo |

## Eventos
- Início do reinado de Afonso I das Astúrias e das suas campanhas, que irão ter lugar na Galiza, Alto Ebro e vale do Douro.